# Estación General Gelly
General Gelly es una estación de ferrocarril ubicada en la localidad del mismo nombre, en el Departamento Constitución, Provincia de Santa Fe, Argentina.
Sus vías e instalaciones se encuentran abandonadas, aunque a cargo de la empresa estatal Trenes Argentinos Cargas.

## Historia
A unos 3 km al sur de este sitio, a orillas del arroyo Cepeda y del Medio se libraron las batallas de Cepeda (la de 1820 y la de 1859).
La estación fue construida por la Compañía General de Ferrocarriles en la Provincia de Buenos Aires en 1908, como parte de la vía que llegó a Rosario en ese mismo año.